# دیان گئورگیفسکی
دیان گئورگیفسکی (مقدونی: Дејан Георгиевски؛ زادهٔ ۸ مهٔ ۱۹۹۹) تکواندوکار اهل مقدونیه شمالی است.
وی در مسابقات کشوری و بین‌المللی در مجموع برندهٔ ۲ مدال نقره شده‌است.